# Островский, Илья Михайлович
Илья́ Михайлович Остро́вский (16 января 1980, Москва) — продюсер, организатор музыкальных фестивалей, создатель международного музыкального фестиваля KUBANA.

## Биография
В 1996 году окончил школу, учился в математической школе-гимназии № 52 и поступил в МГУ им. М. В. Ломоносова на факультет вычислительной математики и кибернетики. Имеет высшее экономическое образование.
В 1998 году начал работать в программе «Перекресток» Российского благотворительного фонда «Нет алкоголизму и наркомании» (РБФ НАН). C 2000 года вступил в должность руководителя профилактических программ РБФ «НАН». В период с 2000 по 2004 год провёл более 500 тренингов и лекций по профилактике девиантного поведения у подростков.
В 1998 году организовал антинаркотическую акцию в Московском приборостроительном техникуме (МПТ) с участием группы «Тараканы!». С этого времени начал регулярно организовывать подобные социальные акции в формате музыкальных фестивалей: «Чистая книга» в МДМ (2000), «АнтиСПИД» в Парке Горького (2001), «АнтиСПИД» в CDK МАИ (2002) и многие другие.
С 2002 года занимается менеджментом музыкальных коллективов. В разные годы он был директором групп: «Тараканы!», «Кирпичи», «Приключения Электроников», «Элизиум», «Лампасы», певца Юлиана, Тутты Ларсен.
С 2009 по 2016 год выступал продюсером и организатором международного музыкального фестиваля KUBANA, ставшим одним из самых масштабных музыкальных мероприятий на территории России. В 2015 и 2016 годах фестиваль проводился в Риге (Латвия).
В 2020 году организовал компанию SHOWRMA, и анонсировал возрождение фестивалей PunkRupor, а позднее «Панк-рок ёлка», которые он проводил ещё в начале нулевых, но начавшаяся пандемия коронавируса заставила скорректировать планы, отказаться от приглашения на фестиваль иностранных артистов и дополнительно сконцентрироваться на проведении мероприятий в «карантинном» формате. В частности компания SHOWRMA организовала несколько онлайн-концертов и Drive-In Drive Live в парке Яхрома, где выступили Григорий Лепс и Гарик Сукачёв.
В разные годы Илья Островский был продюсером фестивалей PunkRupor, SIRENA, «Дикая мята», «Высшая школа панка», Back to the 60’s, Drive Live.

## Издательство
В 2004 году вместе Дмитрием Спириным основал независимый лейбл «FM молчит Records», на котором выпускались альбомы и сборники с участием артистов альтернативной сцены.

## Семья
- Отец — Островский Михаил Александрович (1947), доцент, кандидат наук.
- Мать — Островская Татьяна Михайловна (1950), психолог, социальный работник.
- Младшая сестра — Островская Ольга Михайловна (1985), графический дизайнер.
- Бывшая жена (2017—2018) — Островская (Котова) Алла Георгиевна (1991).

## Интересные факты
- На правом плече Ильи татуировка с изображением Питера Пэна, его любимого сказочного персонажа. А на левой руке надпись Don’t Stop Me Now — название композиции его любимой группы Queen.
- Является прообразом лирического героя песни «Маша — скрипачка из Король и Шут» группы «Тараканы!», посвящённой Марии Нефёдовой.
- В 2005 году участвовал в записи вокальных партий песни «Давай!» группы «Тринадцатое Созвездие».
- В 2006 году вместе с Туттой Ларсен сыграл главного героя в клипе группы «Приключения Электроников» на композицию «Звенит январская вьюга»[7].
- В 2010 году сыграл эпизодическую роль продавца в зоомагазине в сериале «Школа» Валерии Гай Германики.
- В 2012 году выступил в качестве эксперта премии «Чартова дюжина», учреждённой радиостанцией «Наше радио».
- В 2013 году стал первым гостем из России в подкасте вокалиста группы Cypress Hill B-Real[8].
- В 2014 году группа «СМЕХ» записала песню «Команданте», посвящённую Илье Островскому.
- От поклонников фестиваля KUBANA получил прозвище Команданте.
- Более 20 лет не употребляет алкоголь.

## Интервью
- Илья Островский о фестивале KUBANA в программе «PROFIлактика», «Россия-1», 31 мая 2012
- Это не фестиваль...Это KUBANA!, «Комсомольская правда», 12 июля 2012
- Директор KUBANA ответил на вопросы, «Российская газета», 5 августа 2012
- Интервью Ильи Островского для «Территории культуры», «Россия. Кубань», 2 июня 2013
- Рецепты KUBANA: легко ли совместить панк-рок с Юрием Антоновым, «Московский комсомолец», 20 июня 2013
- Команданте, он же Питер Пэн, «Коммерсантъ. Секрет фирмы», 2 июня 2014
- Продюсер KUBANA рассказал о возможных причинах отмены фестиваля, «Сноб», 18 июня 2015
- Интервью Ильи Островского о фестивале KUBANA в Риге, Первый Балтийский канал, 26 июня 2015
- Генпродюсер фестиваля KUBANA Илья Островский в программе «Личное утро», Radio Baltkom, 26 июня 2015
- Это мой город: Илья Островский, Time Out, 20 мая 2016
- Илья Островский о фестивале KUBANA 2016, «Говорящие головы», 7 июля 2016
- Эпизод №26 Илья Островский («Это музыка на все времена»), School of Dr. Rock 'n' Rolla, 7 июля 2016
- Илья Островский о фестивале KUBANA 2022, группе «Тараканы!» и русском шоу-бизнесе, «Хобовсём», 28 мая 2021